# Croft (Cheshire)
Croft – wieś i civil parish w Anglii, w hrabstwie ceremonialnym Cheshire, w dystrykcie (unitary authority) Warrington. Leży 36 km na północny wschód od miasta Chester i 270 km na północny zachód od Londynu. W 2011 roku civil parish liczyła 3176 mieszkańców.